# Keuenhof-Hove

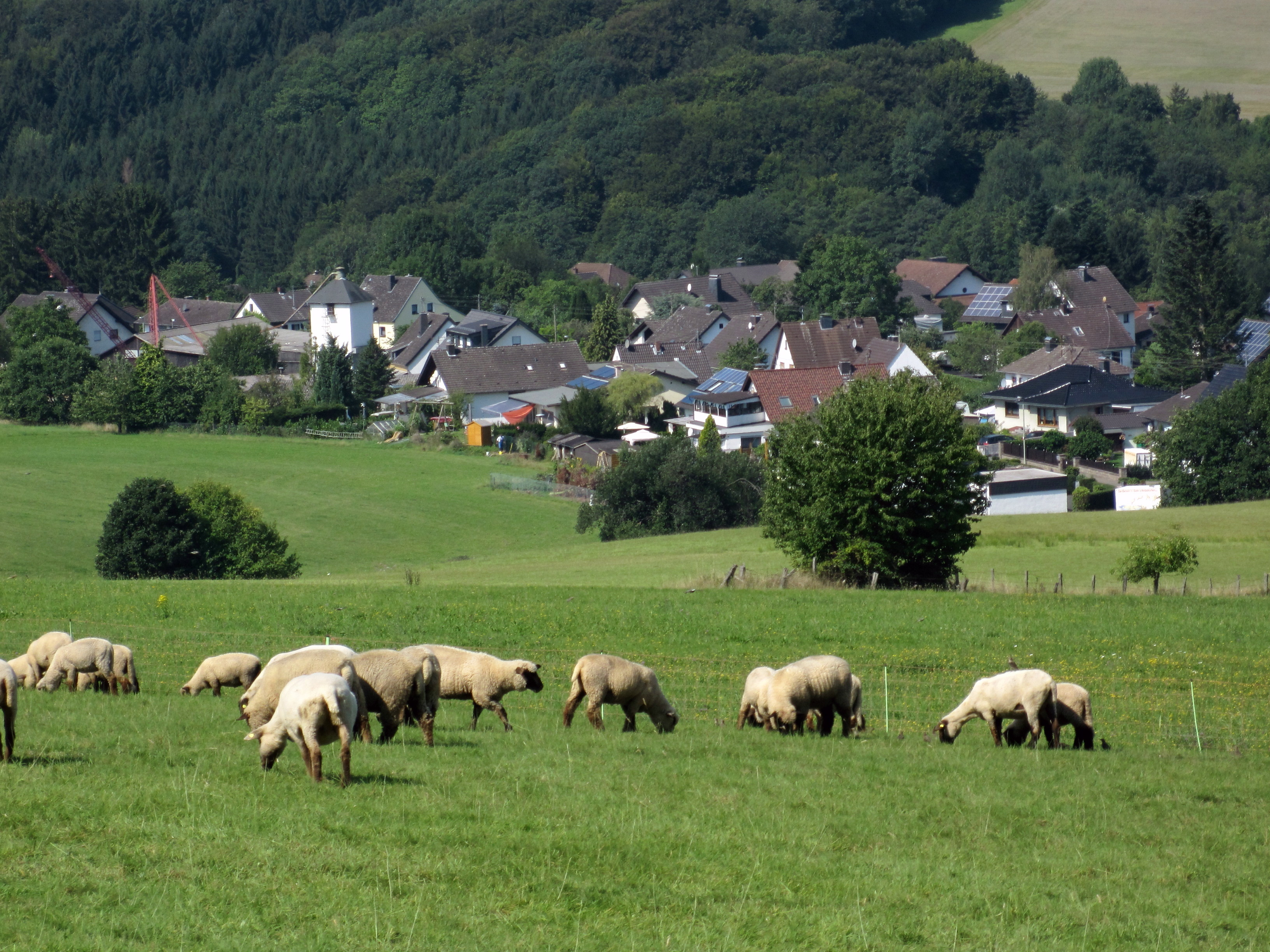
Blick auf Keuenhof (2015)

Keuenhof-Hove ist eine Ortschaft in der Gemeinde Eitorf. Sie wird aus den ehemaligen Ortsteilen Keuenhof und Hove gebildet.

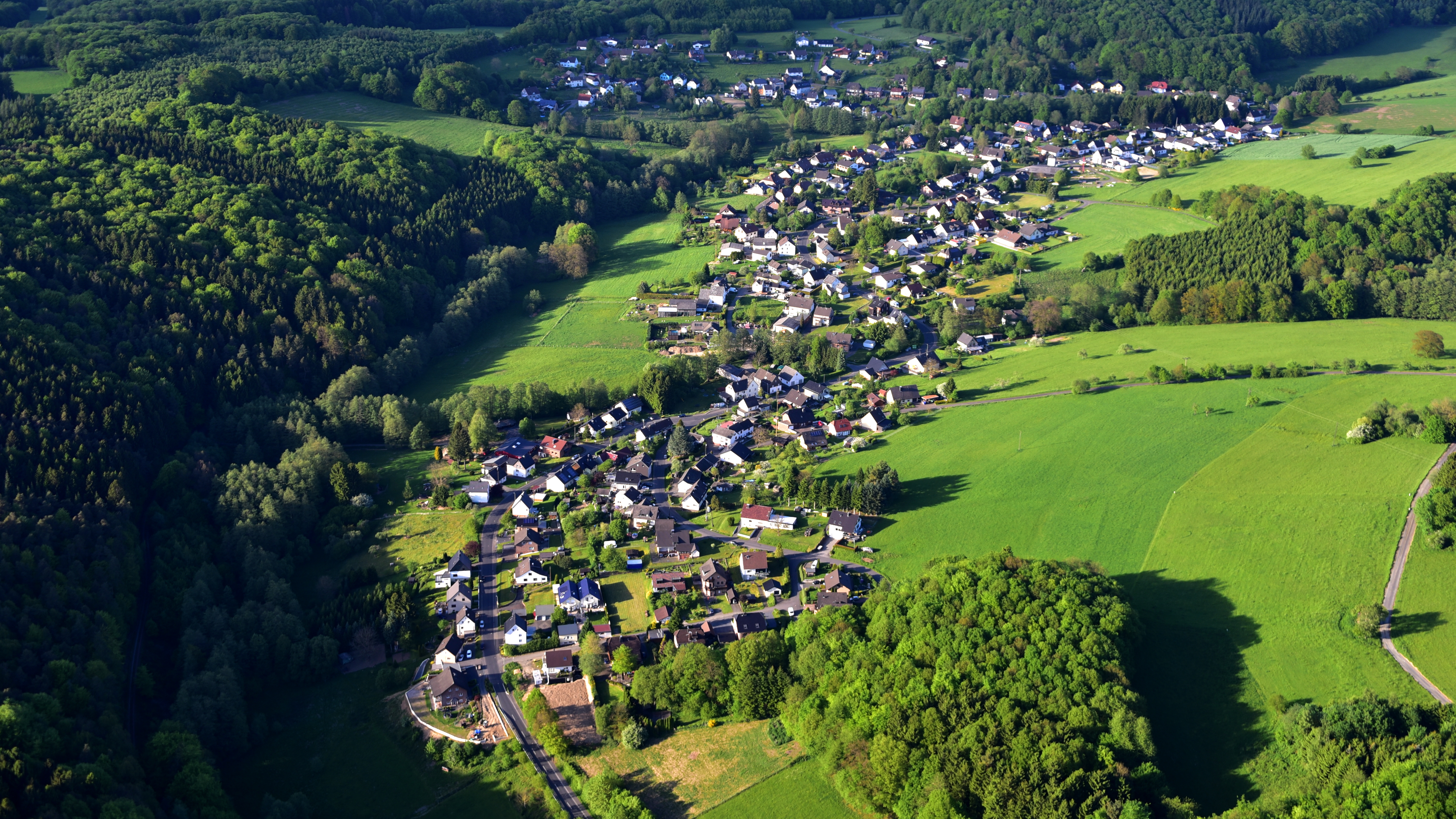
Keuenhof-Hove, Luftaufnahme (2017)

## Lage
Keuenhof-Hove liegt in der Eitorfer Schweiz und an den Hängen der Leuscheid. Nachbarorte sind Mühleip, Stein und Obenroth.

## Einwohner
1885 hatte Keuenhof zwölf Wohngebäude und 52 Einwohner, Hove 13 Häuser und 57 Einwohner.
1925 waren in Keuenhof 14 Haushalte verzeichnet.